# Hans Peter Minderhoud
Hans Peter Minderhoud (Westkapelle, 7 oktober 1973) is een Nederlandse dressuurruiter die op de Olympische Spelen van Peking de zilveren medaille in de landenwedstrijd won met de Nederlandse dressuurploeg.
Op 6-jarige leeftijd begon hij met het paardrijden bij een manege in Westkapelle. Na het succesvol afronden van de havo en een half jaar heao ging hij op 16-jarige leeftijd aan de slag bij Anky van Grunsven. Na ervaring opgedaan bij andere stallen begint hij in 2003 voor zichzelf en bezit hij een eigen stal.
Zijn doorbraak in de Zware Tour maakte hij in 2007 met een vierde plaats op het NK in Eindhoven met zijn paard EXQUIS Nadine. Hij nam deel aan het Europees Kampioenschap dressuur in Turijn, waar hij met het Nederlandse team de titel won.
Op 29 december 2018 won hij de world cup dressuur bij Mechelen jumping.
Naast het rijden van Grand Prix wedstrijden in de dressuur is Minderhoud bedreven in het opleiden van jonge paarden. Minderhoud heeft een relatie met collega-dressuurruiter Edward Gal.

## Titels
- Wereldkampioen (5-jarigen) - 2004
- Wereldkampioen (6-jarigen) - 2005
- Europees Kampioen Landenteam - 2007, 2015

## Resultaten

### Olympische Spelen
- 2008, Hongkong: 5e individueel, zilver met het team met Exquis Nadine

### Wereldruiterspelen
- 2014: 11e Grand-Prix Special in Normandië met Glock's Johnson TN
- 2014: 14e Kür op muziek in Normandië met Glock's Johnson TN
- 2014: 3e Landenwedstrijd met het Nederlandse team in Normandië met Glock's Johnson TN

### Wereldkampioenschap Jonge Dressuurpaarden
- 2000 - 24e plaats - Washington
- 2001 - Wereldkampioen - Rubels
- 2002 - Wereldkampioen - Rubels
- 2004 - Wereldkampioen - Florencio
- 2004 - 6e plaats - Rhodium
- 2004 - 10e plaats - Rambo
- 2005 - Wereldkampioen - Florencio
- 2005 - 10e plaats - Tango
- 2005 - 19e plaats - Sensation
- 2006 - 5e plaats - Uptown
- 2006 - 17e plaats - Gameboy
- 2007 - 2e plaats - Ucelli T
- 2007 - 5e plaats - Roosevelt
- 2007 - 6e plaats - Johnson
- 2009 - 5e plaats - Zizi Top
- 2011 - 4e plaats - Boston STH

### Europese Kampioenschappen
- 2007 - Europees Kampioen met het team - Nadine
- 2007 - 14e plaats Grand Prix Special - Nadine
- 2011 - Brons met het team - Nadine
- 2015 - Europees Kampioen met het team - Johnson
- 2015 - 3e plaats (brons) Grand Prix Special - Johnson

### Nederlandse kampioenschappen
- 2002 - 3e plaats - ZZ-Zwaar - Washington
- 2003 - Nederlands Kampioen ZZ-Licht - Whisper
- 2004 - 18e plaats - ZZ-Licht - Rubels
- 2005 - 8e plaats - ZZ-Licht - IPS Rambo
- 2006 - 4e plaats - ZZ-Licht - Nadine
- 2007 - 4e plaats - Grand-Prix - Nadine
- 2007 - 4e plaats - ZZ-Zwaar - Rubiloh H
- 2009 - Nederlands Kampioen Lichte Tour - Ucelli T.
- 2011 - Indoor Kampioen zware tour - IPS Tango
- 2011 - 2e plaats - Lichte Tour - Johnson
- 2011 - Outdoor Kampioen zware tour - IPS Tango
- 2013 - Indoor Kampioen Lichte Tour - Glock's Ziësto
- 2013 - Outdoor 4e - Glock's Romanov

### Pavo Cup
- 2004 - Winnaar 4-jarigen - Sandreo
- 2004 - Winnaar 5-jarigen - Florencio
- 2005 - Winnaar 4-jarigen - Uptown
- 2006 - Winnaar 5-jarigen - Ucelli T
- 2006 - 2e plaats 5-jarigen - Uptown
- 2006 - 4e plaats 5-jarigen - Vivaldi
- 2006 - 5e plaats 5-jarigen - Gameboy
- 2006 - 3e plaats 4-jarigen - Johnson
- 2007 - Winnaar 5-jarigen - Vivaldi

### VSN-CUP
- 2000 - 2e plaats 3-jarigen - Painted Black
- 2004 - winnaar 3-jarigen - Gameboy
- 2007 - winnaar 4-jarigen - Painted Black II

### Hengstencompetitie
- 2001/2002 - winnaar Hengstencompetitie L - Painted Black
- 2002/2003 - winnaar Hengstencompetitie M - Painted Black
- 2004/2005 - winnaar Hengstencompetitie L - Sandreo
- 2004/2005 - winnaar Hengstencompetitie Z/ZZ - Rhodium
- 2005/2006 - winnaar Hengstencompetitie L - Uptown
- 2005/2006 - winnaar Hengstencompetitie M -
- 2005/2006 - winnaar Hengstencompetitie Z/ZZ - Florencio
- 2006/2007 - 2e Hengstencompetitie M - Uptown
- 2007/2008 - winnaar Hengstencompetitie M - Johnson

### Nationaal en internationaal
- 2006, Zwolle: Future Stallion 2006 - Uptown
- 2006, Zwolle: Promising Stallion 2006 - Florencio
- 2006 - Winnaar VHO Trofee - Rubels
- 2006, Outdoor Gelderland: 1e Prix St. George, 2e Intermediaire I - Nadine
- 2006, Rotterdam: 3e Prix St. George, 2e Intermediaire I - Nadine
- 2006, Breda: 3e Prix St. George, 1e Intermediaire I kür - Rubiloh H
- 2007, Zwolle: Future Stallion 2007 - Ucelli T
- 2007, Zwolle: 2e Promising Stallion - Rubiloh H
- 2007, Aken: 9e Grand Prix, 3e Special - Escapado
- 2007, Aken: 9e Grand Prix, 9e Special, 7e Kür - Nadine
- 2007, Arnhem: 2e Grand Prix, 2e Special - Nadine
- 2008, Den Bosch: 5e Grand Prix, 4e Special - Nadine
- 2008, Odense: 1e Prix St. George - Tango
- 2008, Odense: 1e Grand Prix, 1e Special - Escapado
- 2008, Londen: 5e Grand Prix, 2e Wereldbeker Kür - Nadine
- 2009, Zwolle: 1e Prix St. George, 1e Intermediaire I kür - Tango
- 2009, Zwolle: 1e Grand Prix, 1e Grand Prix kür - Escapado
- 2009, Zwolle: 1e Prix St. George - Ucelli T
- 2009, Kootwijk: 1e Lichte Tour - Florencio
- 2009, Kootwijk: 2e Lichte Tour - Ucelli T
- 2009, Kootwijk: winnaar Intermediaire II - Tango
- 2009, De Steeg NK: 4e Grand Prix, 4e Spécial, 4e Kür met Nadine
- 2009, Rotterdam: 2e internationale Prix St. George, winnaar internationale Intermediaire I Kür met Florencio
- 2009, Amsterdam: 4e Grand Prix, 3e Kür met Nadine
- 2009, Wellington: 3e Grand Prix, 2e Kür met Escapado
- 2011, 's-Hertogenbosch: 4e Grand Prix met Nadine
- 2009, Den Bosch: 6e Grand Prix, 5e Kür met Nadine
- 2009, Aken: 2e Grand Prix, 3e Spécial, 3e Kür met Nadine
- 2009, Aken: 2e Grand Prix, winnaar Kür met Escapado
- 2009, Hickstead: 6e Grand Prix, 2e Spécial met Nadine
- 2009, Odense: 13e Grand Prix, 5e Kür met Escapado
- 2011, Den Bosch: 2e Grand Prix Special met I.P.S. Tango, 2e Kür met Nadine
- 2011, Aken: winnaar Kür op muziek Nadine.
- 2011, Odense: winnaar FEI World Cup Kür en 3e in de Grand Prix met IPS Tango.
- 2011, WB wedstrijd Frankfurt, 5e met IPS Tango.
- 2012, Drachten : 3e in Grand Prix met Withney van 't Genthof
- 2012: Villach, Treffen : 3e in Grand Prix (72,77%), 4e in Kür op Muziek (75,68%) met Glock's Tango
- 2012: Villach, Treffen : 1e in Grand Prix (73,15%), 1e in Grand Prix Special (75,53%) met Withney van 't Genthof
- 2012: Rotterdam : 1e in Landenwedstrijd met Glock's Tango
- 2012: München-Riem : 3e in Grand Prix met Donna Silver
- 2012: Saumur : 4e in Grand Prix met Donna Silver
- 2013: Aachen : 3e in Grand Prix , 1e in Kür op Muziek met Glock's Romanov
- 2013: Rotterdam : 2e in Landenwedstrijd, 4e in Kür op Muziek met Glock's Tango
- 2013: Arnhem : 3e in Kür op Muziek met Glock's Romanov
- 2013: Roosendaal : 4e in Grand Prix , 2e in Kür op Muziek met Glock's Tango
- 2013: Villach, Treffen : 2e in Grand Prix , 2e in Kür op Muziek met Glock's Lord of Loxley
- 2013: Villach, Treffen : 3e in Grand Prix met Glock's Romanov
- 2013: 's Hertogenbosch : 4e in Grand Prix , 3e in Kür op Muziek met Lord of Loxley
- 2013: Drachten : 3e in Grand Prix , 2e in Kür op Muziek met Lord of Loxley
- 2014: Aken: 2e Nations Cup Grand Prix met Glock's Flirt
- 2014: Rotterdam (NED): 4e Grand Prix Kur met Gock's Johnson TN, 1e Nations Cup met Glock's Johnson TN
- 2014: Arnhem : 2e in Grand Prix met Glock's Flirt
- 2014: Villach/Treffen : Winnaar Grand Prix, Winnaar Grand Prix Special met Glock's Romanov. Winnaar Prix St. Georges, winnaar Intermediaire I , Winnaar Intermediaire I Freestyle met Zanardi. 2e Grand Prix, 3e Kür op muziek met Glock's Johnson
- 2014: Hagen : 1e Kur , 2e Grand Prix met Glock's Romanov
- 2014: Barcelona : 2e Kur, 4e Grand Prix met Glock's Tango
- 2014: Drachten : 2e in Grand Prix met Johnson, 1e Kur op Muziek met Zanardi, 1e Grand Prix met Glock's Romanov
- 2014: Göteburg: 4e Grand Prix, 4e GP Kür met Glock's Johnson TN
- 2014: Den Bosch: 5e GP Kür met Glock's Johnson TN
- 2014: Barcelona: 2e Prix St. Georges, winnaar Inter I kür met Zanardi
- 2014: Barcelona: 4e Grand Prix, 2e GP kür met Glock's Tango
- 2014: Hagen: 2e Grand Prix, winnaar GP kür met Glock's Romanov
- 2014: Villach: Winnaar Grand Prix, winnaar GP Special met Glock's Romanov
- 2014: Villach: 2e Grand Prix, 3e GP kür met Glock's Johnson TN
- 2014: Villach: Winnaar Prix St. Georges, winnaar Inter I met Zanardi
- 2014: Arnhem: Winnaar Prix St. Georges, winnaar Inter I met Zanardi
- 2014: Arnhem: 3e Grand Prix, 2e GP Freestyle met Glock's Flirt
- 2014: Rotterdam: 3e Grand Prix, 3e GP Special met Glock's Flirt
- 2014: Rotterdam: 4e Grand Prix, 4e GP Kür met Glock's Johnson
- 2014: Aken: 3e GP Kür met Glock's Romanov
- 2014: Aken: 4e Prix St. Georges met Zanardi
- 2014: Odense: 5e Grand Prix, 5e GP Kür met Glock's Flirt
- 2014: Stockholm: Winnaar Grand Prix, 2e GP Kür met Glock's Flirt
- 2015: Amsterdam: 5e Grand Prix, 5e GP Kür met Glock's Flirt
- 2015: Neumünster: 3e Grand Prix, 4e GP Kür met Glock's Flirt